# Héctor De Marco
Héctor De Marco (Córdoba, 1º novembre 1966) è un ex rugbista a 15, allenatore di rugby a 15 e ingegnere argentino internazionale per l'Italia, dal 2024 tecnico dei tre quarti del Roccia Rubano.

## Biografia
Cresciuto nel Palermo Bajo di Córdoba, sua città natale, fin dall'età di 6 anni, fu in Italia nel 1990 nelle file del Thiene per poi essere ingaggiato, nel 1992, dal Petrarca di Padova.
Nel 1993 collezionò la sua prima e unica presenza in Nazionale, in occasione di una vittoria per 33-11 sul Portogallo a Coimbra in Coppa FIRA.
Con Petrarca giunse a due finali consecutive di campionato (1998 e 1999) senza tuttavia mai vincerlo e, una volta terminata l'attività agonistica, affiancò Giuseppe Artuso alla conduzione del club padovano per poi passare insieme ad Andrea Zulian alla guida del Roccia Rubano per un biennio prima di ricostituire la coppia tecnica con Artuso e, nell'ultimo periodo, da solo.
Laureatosi in ingegneria civile in Italia ha lavorato nel ramo edilizio in Veneto; ad agosto 2014 è rientrato a Córdoba per intraprendere analoga attività in patria.